# Parasudis fraserbrunneri
Parasudis fraserbrunneri är en fiskart som först beskrevs av Poll, 1953.  Parasudis fraserbrunneri ingår i släktet Parasudis och familjen Chlorophthalmidae. Inga underarter finns listade i Catalogue of Life.